# Tvrdkov
Tvrdkov är en ort i Tjeckien. Den ligger i den östra delen av landet, 200 km öster om huvudstaden Prag. Tvrdkov ligger 631 meter över havet och antalet invånare är 245.
Terrängen runt Tvrdkov är huvudsakligen kuperad, men åt nordost är den platt.Runt Tvrdkov är det glesbefolkat, med 12 invånare per kvadratkilometer. Närmaste större samhälle är Šumperk, 16,7 km nordväst om Tvrdkov. I omgivningarna runt Tvrdkov växer i huvudsak blandskog.